# Pokrajina Salerno
Pokrajina Salerno (v italijanskem izvirniku Provincia di Salerno [provìnča di salèrno]) je ena od petih pokrajin, ki sestavljajo italijansko deželo Kampanija. Zavzema tudi otok Licosa. Meji na severu s pokrajino Avellino, na vzhodu z deželo Bazilikata, na jugu in zahodu z Jadranskim morjem in na zahodu z metropolitanskim mestom Neapelj.

## Večje občine
Glavno mesto je Salerno, ostale večje občine so (podatki 31.12.2008):
| Občina           | Prebivalcev |
| ---------------- | ----------- |
| Salerno          | 140.580     |
| Cava de' Tirreni | 53.399      |
| Battipaglia      | 50.948      |
| Scafati          | 50.693      |
| Nocera Inferiore | 45.958      |
| Eboli            | 7.563       |
| Pagani           | 36.059      |
| Sarno            | 31.332      |
| Angri            | 31.301      |

## Naravne zanimivosti
Punta Campanella [pùnta kampanèla] v Salernski občini je eno od zaščitenih področij v pokrajini, kjer je bil ustvarjen Center za preučevanje in ohrano sredozemske želve (caretta caretta). Pred nedavnim je bilo zaključeno prvo obdobje dolgoročnega ekološkega načrta. V štirih letih delovanja so bili doseženi dobri uspehi. Pregledanih in zdravljenih je bilo več kot 800 želv, od katerih je kar 15% zahtevalo daljše zdravljenje. Med drugim so izvedenci ugotovili, da je večina vseh teh želv že stara ali vsaj popolnoma odrasla, kar pomeni, da je naravni prirastek izredno nizek. Sredozemska (ali navadna) želva je ogrožena vrsta in pred nekaj leti se je bila celo raznesla vest, da je izumrla. Zato so v teku prizadevanja, tudi v sklopu evropskega programa Life Natura, da se primerki v Salernskem zalivu čim bolje zavarujejo.
Seznam zaščitenih področij v pokrajini:
- Narodni park Cilento e Vallo di Diano (Parco nazionale del Cilento e Vallo di Diano)
- Krajinski park Diecimare (Parco naturale Diecimare)
- Krajinski park Monti Picentini (Parco regionale Monti Picentini)
- Naravni rezervat Valle delle Ferriere (Riserva naturale Valle delle Ferriere)
- Naravni rezervat Foce Sele - Tanagro (Riserva naturale Foce Sele - Tanagro)
- Naravni rezervat Monti Eremita - Marzano (Riserva naturale Monti Eremita - Marzano)
- Morski rezervat Punta Campanella (Area naturale marina protetta Punta Campanella)

## Zgodovinske zanimivosti
Mesto Salerno je bilo v srednjem veku znano predvsem zaradi Salernske šole zdravstva, ki je bila predhodnica današnjih univerz. Dejansko je bilo mesto stičišče treh kultur, latinske, arabske in bizantinske, prav zaradi svoje ugodne lege na sredi Sredozemlja, torej nekako v centru vsega do tedaj znanega sveta. Ker je bilo pristanišče dobro opremljeno, je tod potekal živahen promet blaga, a tudi neprekinjena vrsta obiskovalcev drugih narodnosti in torej predstavnikov različnih kultur. Poseben pečat so zapustili Bizantinci, čigar vpliv je trajal še dolgo po letu 625, ko so jih porazili Langobardi. Prav tako je bil zelo pomemben prispevek arabske kulture. To je prišlo nepričakovano do izraza šele po prihodu Langobardov, ki so prinesli pokrajini obdobje miru in blaginje, v kateri se je kultura močno razvila prav iz arabske in grško-bizantinske osnove. V kratkem se je pokrajina osamosvojila in postala principat. Ko so pozneje zasedli deželo Normani, so jo povzdignili na najvišjo gospodarsko in politično raven. Srečna doba pokrajine se je končala proti koncu dvanajstega stoletja, ko so jo izvojevale čete Svetega Rimskega cesarstva; najprej Henrik VI., nato Friderik II. sta zaključila obdobje, v katerem se je pokrajina bahala z naslovom Opulenta Salernum (= bogata Salerno).